# Monochamus alboscutellaris
Monochamus alboscutellaris är en skalbaggsart som beskrevs av Stefan von Breuning 1977. Monochamus alboscutellaris ingår i släktet Monochamus och familjen långhorningar. Inga underarter finns listade i Catalogue of Life.